# Berlin Night Express
Berlin Night Express er et nattog, som kører mellem Malmø og Berlin via togfærgelinjen Trelleborg-Sassnitz. Toget blev indtil 5. november 2011 kørt af svenske SJ, som nedlagde nattoget på strækningen, fordi det var urentabelt.
Veolia Transport besluttede i december 2011, at de ville overtage ruten mellem Malmø og Berlin, dog kun med liggevogne, mens SJ kørte med både sove- og liggevogne. Den 30. marts 2012 begyndte Veolia Transports nattog at køre på strækningen.
| Jernbane | Spire Denne jernbaneartikel er en spire som bør udbygges. Du er velkommen til at hjælpe Wikipedia ved at udvide den. |